# Кузнецово (Новосибірська область)
Кузнецово (рос. Кузнецово) — присілок у Татарському районі Новосибірської області Російської Федерації.
Входить до складу муніципального утворення Новопервомайська сільрада. Населення становить 166 осіб (2010).

## Історія
Згідно із законом від 2 червня 2004 року органом місцевого самоврядування є Новопервомайська сільрада.

## Населення
| 2002 | 2007 | 2010 |
| ---- | ---- | ---- |
| 221  | ↘197 | ↘166 |